# Ensitellops hertleini
Ensitellops hertleini is een tweekleppigensoort uit de familie van de Basterotiidae. De wetenschappelijke naam van de soort is voor het eerst geldig gepubliceerd in 1957 door Emerson & Puffer.